# Beitostølen
Beitostølen è una località norvegese situata nella contea di Innlandet, nella regione di Østlandet, all'interno del comune di Øystre Slidre del quale è principale polo turistico. Si trova a non molti chilometri a nord-ovest di Lillehammer, sede dei XVII Giochi olimpici invernali.
Posta alle porte dello Jotunheimen ad un'altitudine di circa 900 metri, è una stazione sciistica che, pur offrendo anche piste per lo sci alpino e lo snowboard, è specializzata nello sci nordico, con 320 km di percorsi a disposizione e un'arena di biathlon con trenta bersagli da colpire da cinquanta metri di distanza. L'altitudine massima raggiungibile con gli impianti è di 1100 metri. La località ha ospitato i Campionati mondiali juniores di telemark 2005 e numerose tappe della Coppa del Mondo di sci di fondo e della Coppa del Mondo di biathlon. 
La stagione invernale si conclude solitamente a fine aprile, ma anche d'estate Beitostølen è un importante centro turistico: rafting, ciclismo, Arrampicata, escursioni a piedi e pesca sono tra le attività praticabili durante la stagione estiva.